# Eutelsat 7A
O Eutelsat 7A (anteriormente chamado de Eutelsat W3A) é um satélite de comunicação geoestacionário europeu construído pela EADS Astrium, ele está localizado na posição orbital de 7 graus de longitude leste e é de propriedade da Eutelsat, empresa com sede em Paris. O satélite foi baseado na plataforma Eurostar-3000S e sua vida útil estimada é de 15 anos.

## História
O satélite era denominado originalmente de Eutelsat W3A, mas em 1 de março de 2012 a Eutelsat adotou uma nova designação para sua frota de satélites, todos os satélites do grupo assumiram o nome Eutelsat associada à sua posição orbital e uma letra que indica a ordem de chegada nessa posição, então o satélite Eutelsat W3A recebeu o nome Eutelsat 7A.

## Lançamento
O satélite foi lançado com sucesso ao espaço no dia 15 de março de 2004 às 23:06 UTC, por meio de um veículo Proton-M/Briz-M a partir do Cosmódromo de Baikonur, no Cazaquistão. Ele tinha uma massa de lançamento de 4.300 kg.

## Capacidade e cobertura
O Eutelsat 7A é equipado com 58 transponders em banda Ku que além da transmissão de programas de rádio e televisão, também presta o fornecimento de internet e serviços de multimídia para toda à África sub-saariana e fornece conectividade para a Europa, Oriente Médio e partes da Ásia e da Rússia. Há também a capacidade de banda Ka disponível neste satélite.